# (3378) Susanvictoria
(3378) Susanvictoria est un astéroïde de la ceinture principale.

## Description
(3378) Susanvictoria est un astéroïde de la ceinture principale. Il fut découvert le 25 novembre 1922 à Williams Bay par George Van Biesbroeck. Il présente une orbite caractérisée par un demi-grand axe de 2,32 UA, une excentricité de 0,09 et une inclinaison de 8,1° par rapport à l'écliptique.

## Compléments